# 대한민국 형사소송법 제328조
대한민국 형사소송법 제328조는 공소기각의 결정에 대한 형사소송법의 조문이다.

## 조문
제328조(공소기각의 결정) ① 다음 경우에는 결정으로 공소를 기각하여야 한다.
1. 공소가 취소 되었을 때
2. 피고인이 사망하거나 피고인인 법인이 존속하지 아니하게 되었을 때
3. 제12조 또는 제13조의 규정에 의하여 재판할 수 없는 때
4. 공소장에 기재된 사실이 진실하다 하더라도 범죄가 될 만한 사실이 포함되지 아니하는 때
②전항의 결정에 대하여는 즉시항고를 할 수 있다.

第328條(公訴棄却의 決定) ① 다음 境遇에는 決定으로 公訴를 棄却하여야 한다.
1. 公訴가 取消 되었을 때
2. 被告人이 死亡하거나 被告人인 法人이 存續하지 아니하게 되었을 때
3. 第12條 또는 第13條의 規定에 依하여 裁判할 수 없는 때
4. 公訴狀에 記載된 事實이 眞實하다 하더라도 犯罪가 될 만한 事實이 包含되지 아니하는 때
②前項의 決定에 對하여는 卽時抗告를 할 수 있다.

## 참조 조문

### 관할의 경합의 관할권의 없게 된 법원
제12조(동일사건과 수개의 소송계속) 동일사건이 사물관할을 달리하는 수개의 법원에 계속된 때에는 법원합의부가 심판한다.

제13조(관할의 경합) 동일사건이 사물관할을 같이하는 수개의 법원에 계속된 때에는 먼저 공소를 받은 법원이 심판한다. 단, 각 법원에 공통되는 직근 상급법원은 검사 또는 피고인의 신청에 의하여 결정으로 뒤에 공소를 받은 법원으로 하여금 심판하게 할 수 있다.

### 공소기각 판결
제327조(공소기각의 판결) 다음 경우에는 판결로써 공소기각의 선고를 하여야 한다.
1. 피고인에 대하여 재판권이 없는 때
2. 공소제기의 절차가 법률의 규정에 위반하여 무효인 때
3. 공소가 제기된 사건에 대하여 다시 공소가 제기되었을 때
4. 제329조의 규정에 위반하여 공소가 제기되었을 때
5. 고소가 있어야 죄를 논할 사건에 대하여 고소의 취소가 있은 때
6. 피해자의 명시한 의사에 반하여 죄를 논할 수 없는 사건에 대하여 처벌을 희망하지 아니하는 의사표시가 있거나 처벌을 희망하는 의사표시가 철회되었을 때

## 판례
부정수표단속법 위반사건의 공소사실 중 수표가 그 제시기일에 제시되지 아니한 사실이 그 자체 명백하다면 공소기각결정을 하여야 한다

## 참고 문헌
- 손동권 신이철, 새로운 형사소송법(초판, 2013), 세창, 2013. ISBN 9788984114081

## 같이 보기
- 대한민국 형사소송법 제327조 공소기각의 판결
- 대한민국 형사소송법 제12조 동일사건과 수개의 소송계속
- 대한민국 형사소송법 제13조 관할의 경합
- 면소
- 구성요건해당성